# 기성초등학교 (경남)
기성초등학교는 대한민국 경상남도 거제시에 있는 공립 초등학교이다. 기존에 있던 낡은 초등학교를 허물고, 2017년 신축을 완료하여 3월 2일 등교가 이뤄졌다.

## 학교 연혁
- 1946년 9월10일 기성공립국민학교로 개교
- 1973년 12월 20일 7개교실 개축 완공
- 1984년 6월 20일 병설 유치원 개원
- 1992년 12월 21일 경상남도 선정 정보 자료실 우수학교
- 1996년 12월 24일 급식소 준공
- 1997년 11월 10일 경상남도 선정 학습 지도 우수학교
- 2002년 1월 15일 별관 증축 준공
- 2007년 3월 1일 경상남도교육청 지정 소규모학교군 시범학교 운영
- 2007년 10월 9일 학교 도서관 활성화 및 과학실 현대화 사업
- 2014년 12월 31일 제68회 졸업식(졸업생 19명) 총 3,212명 졸업
- 2015년 1월 5일 학교 신축을 위한 임시 이전-장평초등학교 내(內)
- 2015년 3월 1일 10학급 207명
- 2017년 3월 2일 기성초등학교 신축 완료 후 첫등교

## 갤러리

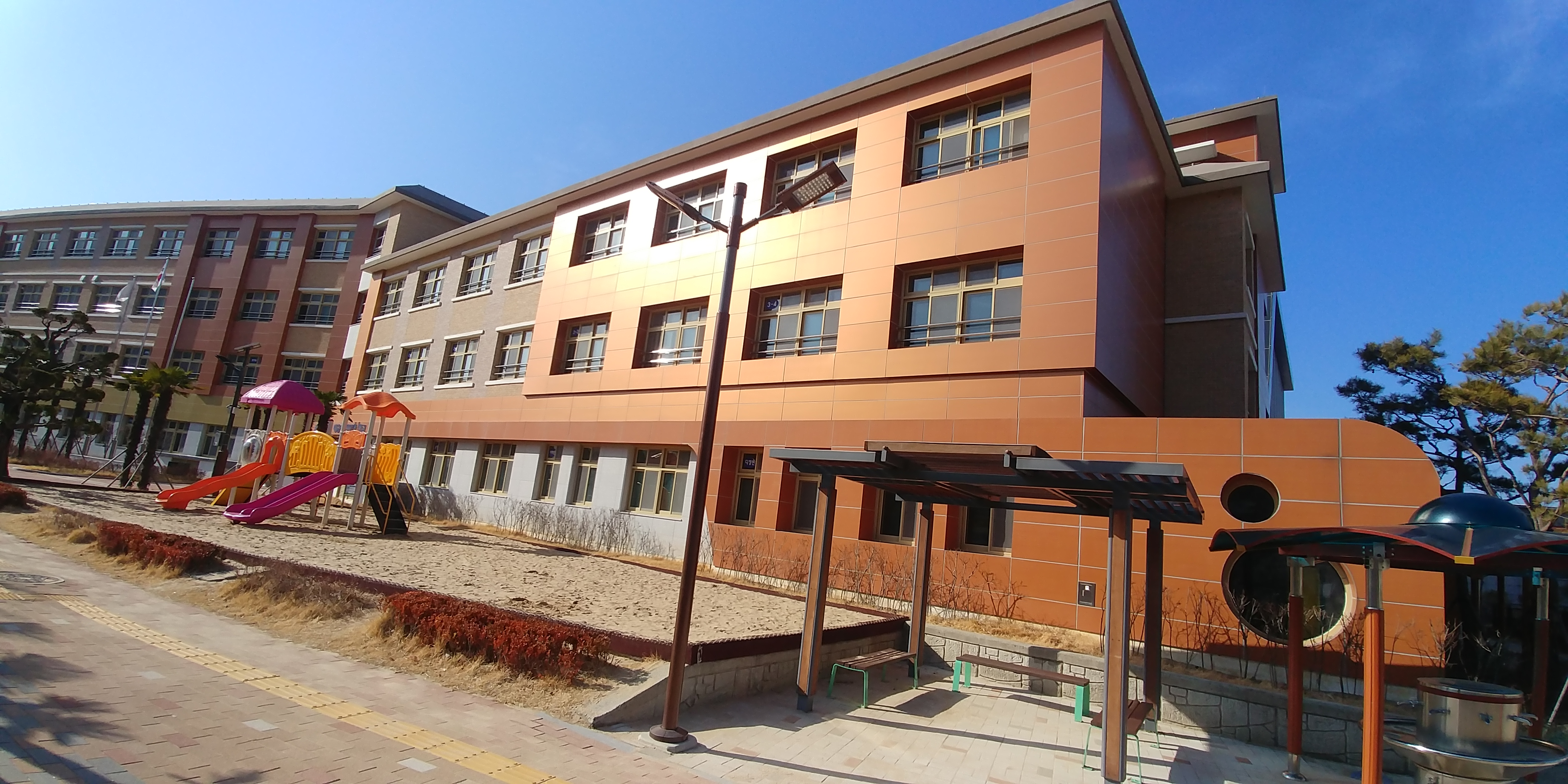
기성초등학교 측면 우
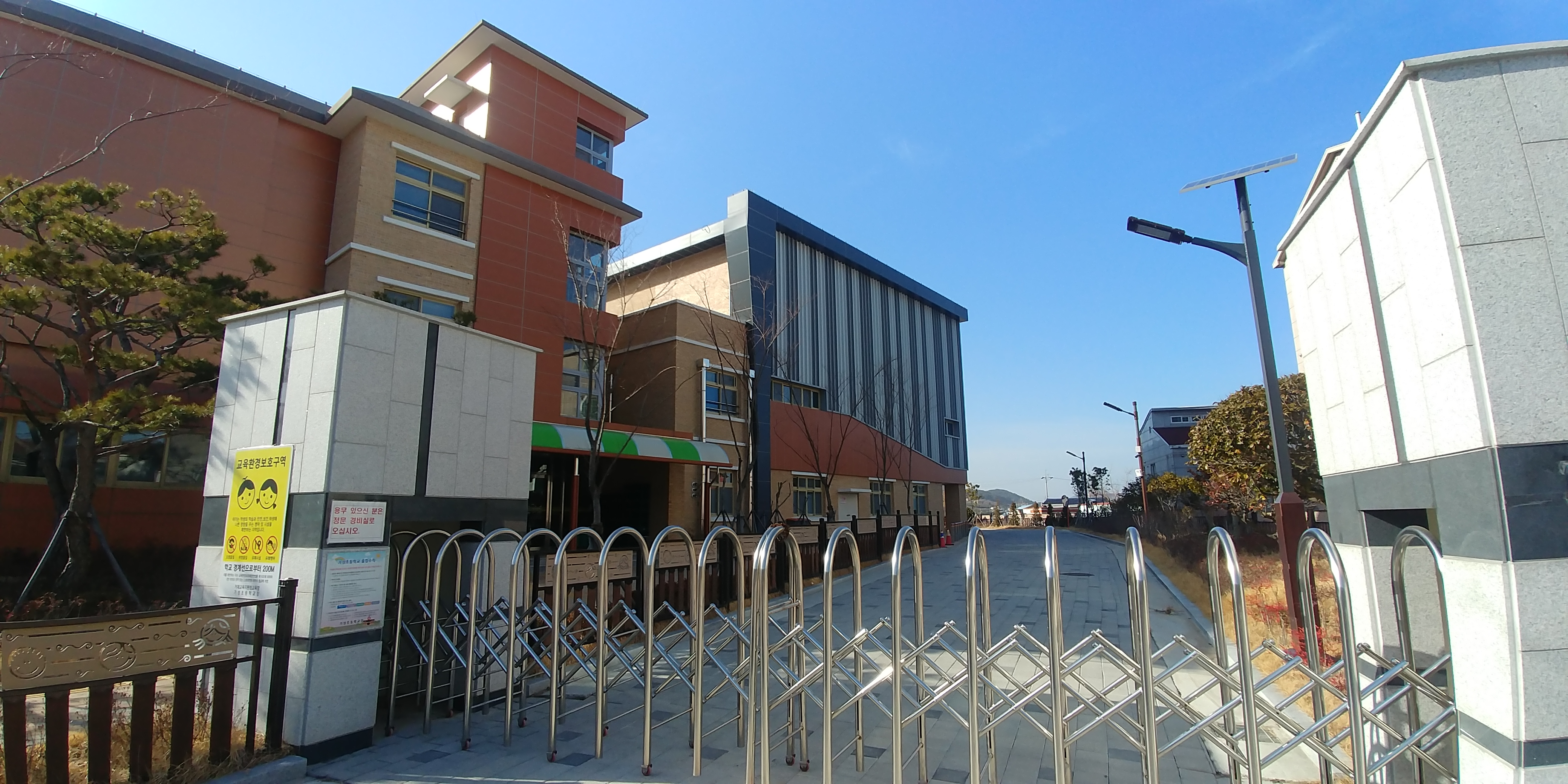
우측 출입구
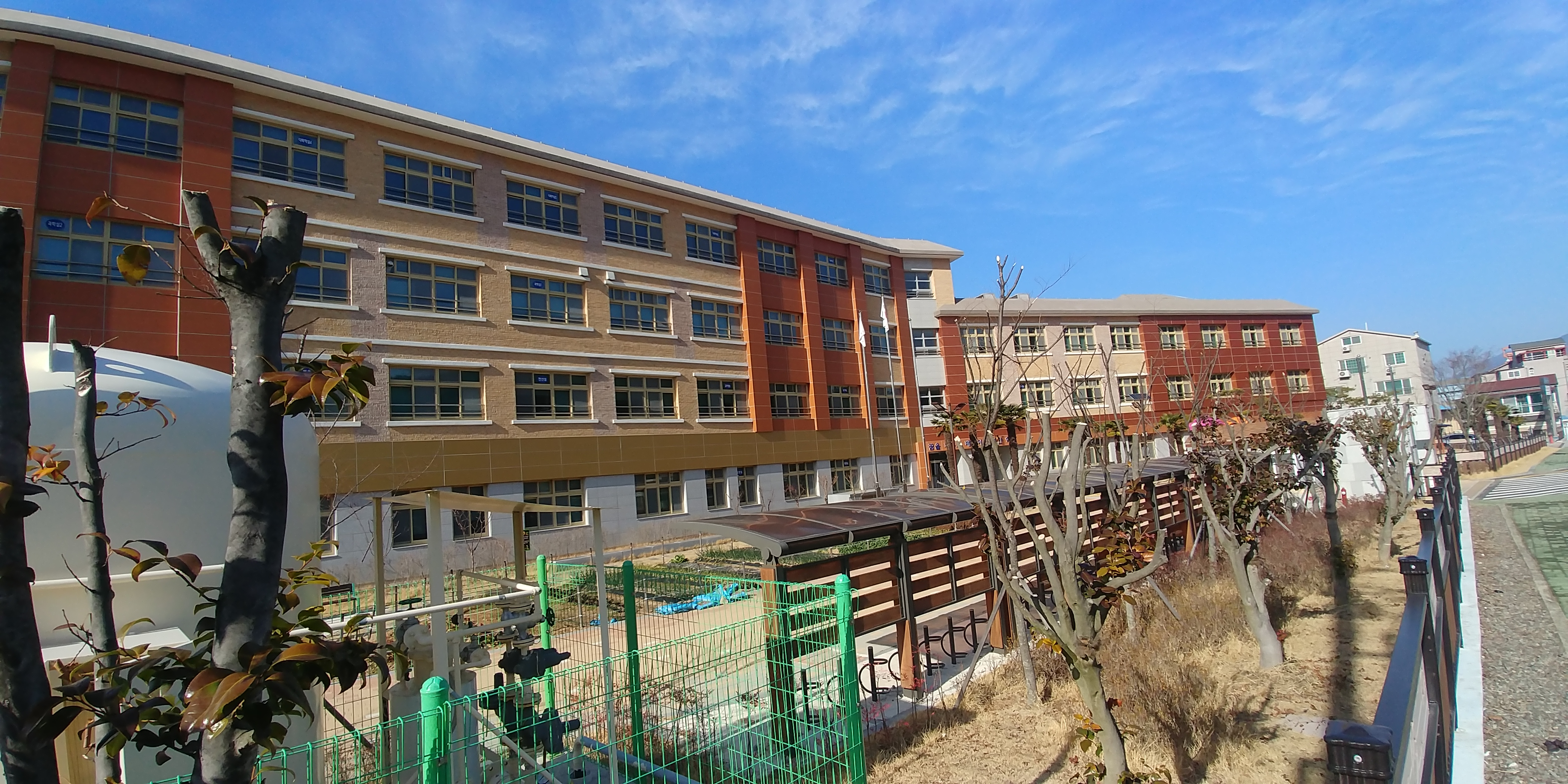
좌측 측면
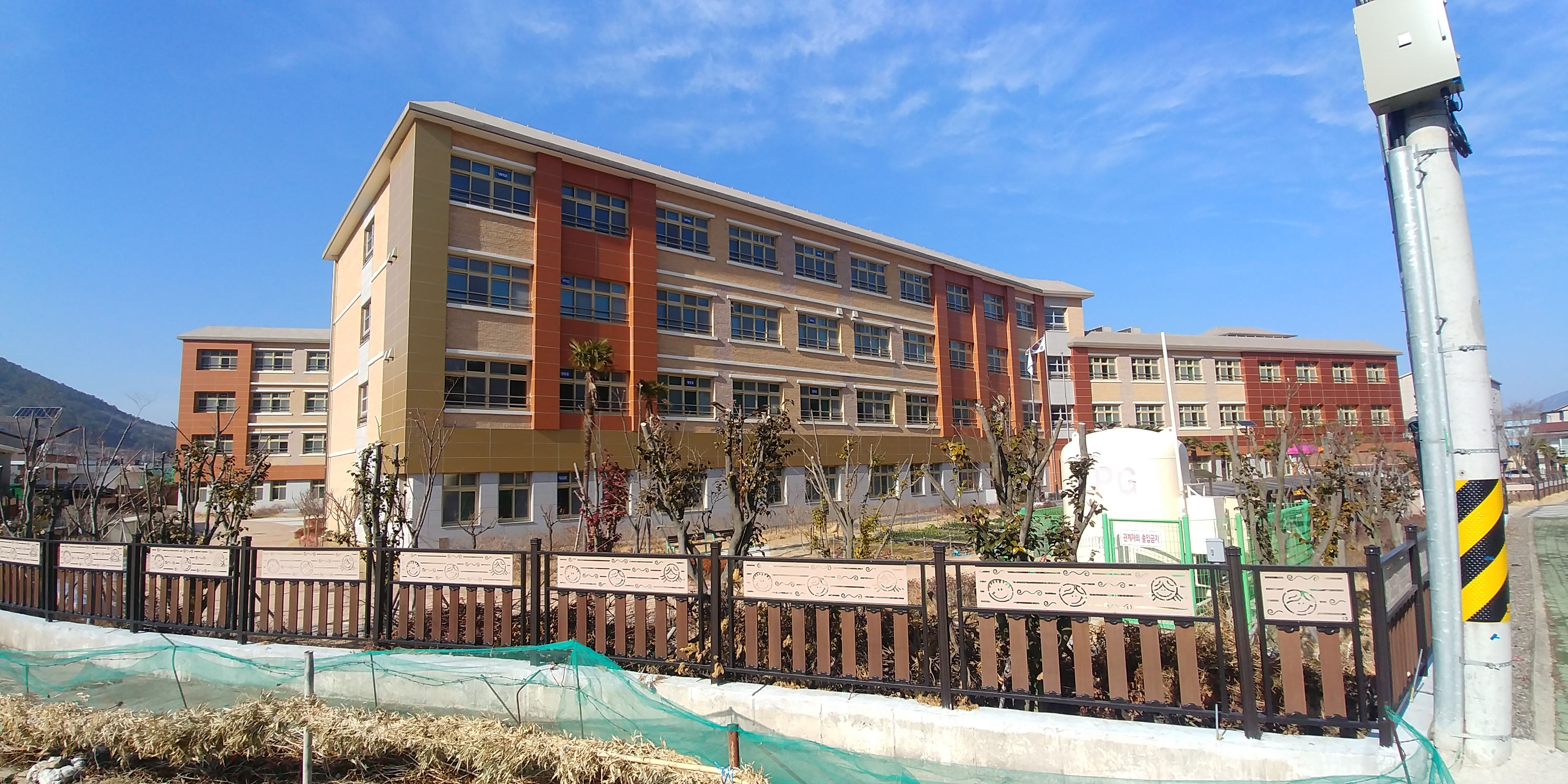
좌측 측면
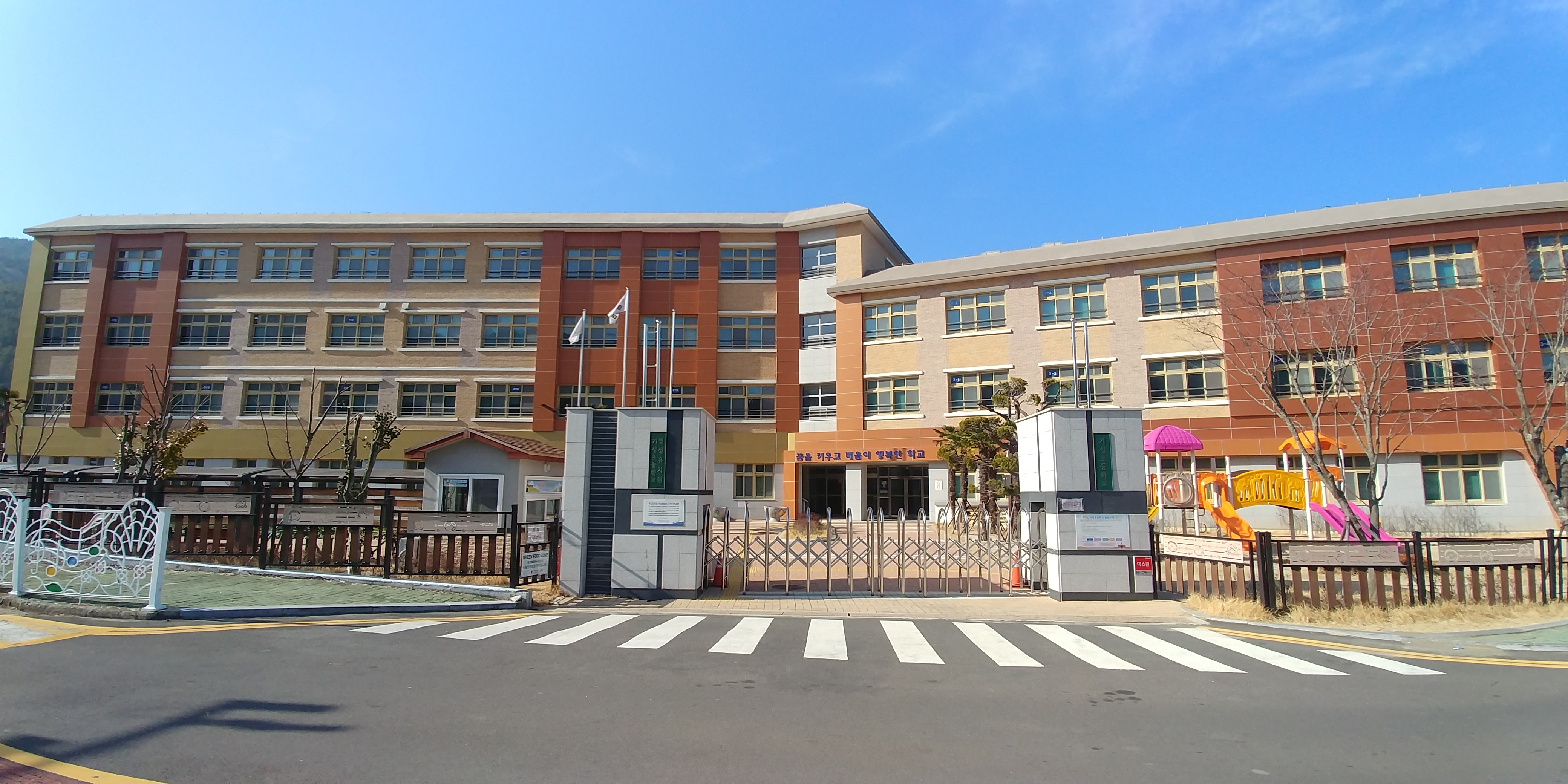
정면

## 참고 자료
- 기성초등학교 - 한국교육학술정보원 학교알리미